# ما (أسطورة سومرية)
ما هي كلمة سومرية تعني (الأرض) كانت قد استخدمت في الأساطير السومرية، وقد تعني أيضًا الأرض البدائية.
من المحتمل أن هناك بعض البيانات المفقودة حول المعنى الأول، ومع ذلك فإن اسم ما يظهر بوقت لاحق مجددًا، ليعطي المعنى نفسه (الأرض)، وظهر في صيغة أخرى بمعنى (أم الجبل) وفي هذه الحالة كور (جبل) التنين الإلهي الأول.
عالم الجحيم كور هو الفضاء الخالي بين البحر البدائي (أبزو) والأرض (ما).